# 渾元龍屬
浑元龙属（意为“混合的翼”）是一属擅攀鸟龙科恐龙，生存于晚侏罗世牛津阶的中国。它是第二种既有羽毛又有类似蝙蝠的膜翅的恐龙。奇翼龙是第一种这样的恐龙，于2015年被描述，是浑元龙的姐妹群。正模标本被认为是成体或亚成体。据估计，这具标本的身长为32厘米（13英寸），体重为306克（0.675磅）。本属仅含一个物种，即模式种长臂浑元龙（Ambopteryx longibrachium）。

## 词源
属名Amopteryx取自拉丁语ambo（混合的）和古希腊语πτέρξ／pteryx（翅膀），指这种动物的膜翅和鸟一样的躯体。种名longibrachium取自拉丁语longus（长的）和brachium（上臂）。

## 正模标本
正模标本，IVPP V24192，是一副有关节的、几乎完整的骨骼，相关的软组织保存在正模标本的印痕化石上。2017年在辽宁省五百顶村附近海房沟组中发现，属于燕辽生物群。 
翼膜作为一个连续的、褐色的附盖层保存在左手、右前肢和腹部周围的化石表面。头部、颈部和肩部都覆盖着厚厚的羽毛层。

## 叙述
像其它的擅攀鸟龙类一样，浑元龙有一个短而钝的头部和超长的第三指。以前人们认为，它像现存的指猴一样，用第三根手指从树干中挖掘昆虫的幼虫。然而，王敏等人认为第三指的主要功能是附着皮膜，因为它们的手指可能被皮膜组织包围，活动受限。
在擅攀鸟龙科中，浑元龙与奇翼龙关系最为密切，与有着共同的“针状骨”，一种从尺骨末稍（远端）延伸的细长骨骼。针状骨略微弯曲，向远端逐渐变细。它支撑着从第三个手指一直延伸到腹部的翼膜。

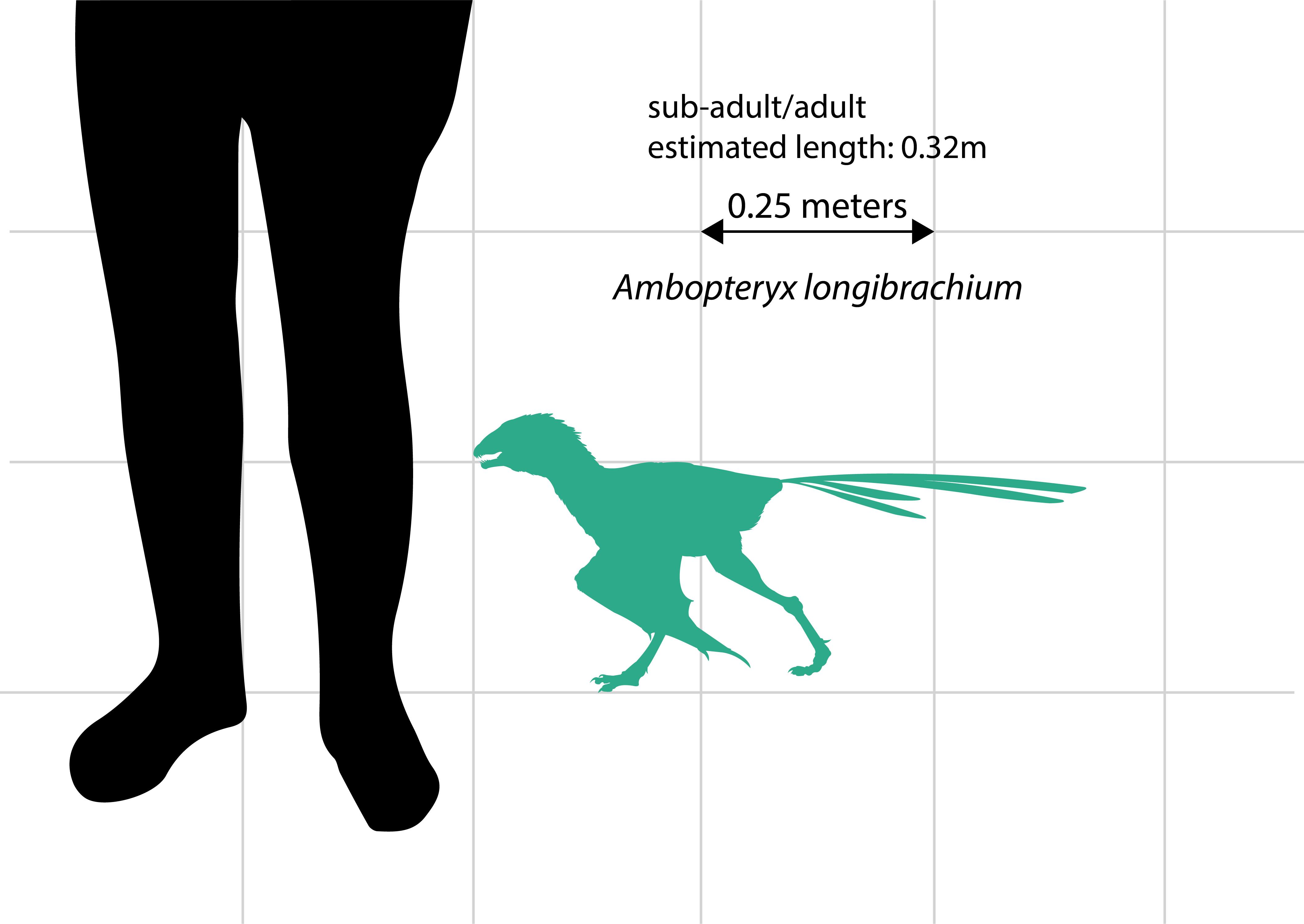
长臂浑元龙与普通成年男性的比较

浑元龙的前肢比后肢长约1.3倍，尺骨短于肱骨，宽度几乎是桡骨的两倍。与大多数其他非鸟兽脚类动物不同，它的尾巴很短，没有过渡点，最后形成尾综骨――一组融合的尾骨。其它长有这种尾综骨的非鸟兽脚类恐龙只有某些已知的窃蛋龙类和镰刀龙类。

## 食物
浑元龙的腹部含有少量胃石和大块的骨头碎片。这些骨头可能代表胃内容物。以前，人们还不知道浑元龙的饮食结构，但它们不寻常的牙齿形态、胃石和可能的骨碎片都表明它们是杂食动物。